# Fariometra liobrachia
Fariometra liobrachia is een haarster uit de familie Antedonidae.
De wetenschappelijke naam van de soort werd in 1972 gepubliceerd door Ailsa McGown Clark.